# Shizuoka-Ecopa-Stadion
Das Shizuoka-Ecopa-Stadion (jap. 静岡スタジアム・エコパ, Shizuoka Sutajiamu Ekopa; offizieller Name: 静岡県小笠山総合運動公園スタジアム, Shizuoka-ken Ogasayama sōgō undō kōen sutajiamu, dt. „Sportpark-Ogasayama-Stadion der Präfektur Shizuoka“) ist ein Fußball- und Rugby-Union-Stadion mit Leichtathletikanlage in der japanischen Stadt Fukuroi in der Präfektur Shizuoka. Es bietet auf seinen überdachten Tribünen 50.889 Sitzplätze, davon 45.653 festinstallierte und 5236 bewegliche Sitzplätze.

## Geschichte
Die am 26. März 2001 fertiggestellte Arena liegt im „Sportpark Ogasayama“ (小笠山総合運動公園, Ogasayama sōgō undō kōen, engl. Ogasayama Sports Park). Am 10. Mai des Jahres folgte die Eröffnung. Der Name Ecopa leitet sich aus den zwei englischen Worten Ecology Park (deutsch Ökologie-Park) ab; so wird anfallendes Regenwasser gespeichert und zur Bewässerung des Rasens und für die Toiletten verwendet. Die Spielstätte war eines der japanischen Stadien der Fußball-Weltmeisterschaft 2002, in der drei Spiele stattfanden.
Das Stadion hat eine Gesamtfläche von 83.279 m². Es stehen 3695 Parkplätze für die Besucher bereit. Das Shizuoka-Ecopa wird heute von den beiden J.-League-Vereinen Shimizu S-Pulse und Júbilo Iwata genutzt. Sie trugen auch das erste Spiel im Stadion aus, dabei siegte Jubilo mit 8:7 Toren. Darüber hinaus finden dort auch Leichtathletik-Wettbewerbe und Rugby-Spiele statt. Im Umfeld der Sportstätte befindet sich die ebenfalls 2001 eingeweihte Mehrzweckhalle Ecopa Arena mit 10.000 Plätzen.
Das Shizuoka-Ecopa-Stadion war auch einer der Austragungsorte der Rugby-Union-Weltmeisterschaft 2019.

## Spiele der Fußball-WM 2002 in Shizuoka

### Gruppenspiele
- 11. Juni:  Kamerun –  Deutschland 0:2 (0:0)
- 14. Juni:  Belgien –  Russland 3:2 (1:0)

### Viertelfinale
- 21. Juni:  England –  Brasilien 1:2 (1:1)